# Cellule satellite musculaire
Les cellules satellites musculaires sont des cellules souches situées entre la lame basale et les cellules musculaires striées dans le tissu musculaire, y compris adulte. Elles sont retrouvées uniquement dans le muscle strié squelettique. Une partie de ces cellules est située au niveau des niches proche des capillaires sanguins et l'autre partie se trouve dans la région hypoxiques. Ce sont des cellules non musculaires et non striées, très abondantes dont les noyaux représentent environ 4 % des noyaux totaux. Ces cellules sont particulièrement résistantes, en effet nous pouvons les prélever sur des cadavres de plusieurs jours et les mettre en cultures. Ces cellules sont généralement quiescentes, mais lors d'une lésion musculaire, ces cellules sont capables de proliférer, puis de se différencier en cellules musculaires. Certaines cellules restent indifférenciées et reconstituent ainsi le stock de cellules satellites.  